# Shinya Sakoi
Shinya Sakoi (迫井 深也 Sakoi Shinya?, nacido el 8 de mayo de 1977 en Hiroshima) es un exfutbolista japonés. Jugaba de defensa y su último club fue el FC Tokyo de Japón.

## Trayectoria

### Clubes
| Club              | País  | Año         |
| ----------------- | ----- | ----------- |
| FC Tokyo          | Japón | 2000 - 2005 |
| Yokohama FC       | Japón | 2001 - 2002 |
| Montedio Yamagata | Japón | 2004        |